# Villa Atuel
Villa Atuel is een plaats in het Argentijnse bestuurlijke gebied San Rafael (departement) in de provincie Mendoza. De plaats telt 3.164 inwoners.